# Hurtumpascual
Hurtumpascual település Spanyolországban, Ávila tartományban. Hurtumpascual Manjabálago, Valdecasa, San Juan del Olmo, Vadillo de la Sierra és Cabezas del Villar községekkel határos. Lakosainak száma 42 fő (2024).

## Népesség
A település népessége az utóbbi években az alábbiak szerint változott:
| Lakosok száma | 112  | 105  | 96   | 81   | 76   | 67   | 58   | 51   | 45   | 42   |
|               | 2001 | 2004 | 2006 | 2009 | 2011 | 2014 | 2016 | 2019 | 2021 | 2024 |